# پال دولی
پال دولی (به انگلیسی: Paul Dooley) (زاده ۲۲ فوریه ۱۹۲۸) بازیگر آمریکایی است. از فیلم‌های معروف او می‌توان به بازی در بی‌خوابی، حرکت دلقک، آفتاب تمیز کردن، بازگشت دوست‌پسرم، بالا سندباکس، گوئین‌اور، زیر، دروغ‌گفتن در آمریکا، تکامل و هیولا در کمد اشاره کرد.